# Bandera del estado Carabobo
La Bandera del Estado Carabobo es la bandera oficial regional o estadal de esa entidad venezolana. Consta de un rectángulo con una franja horizontal azul bajo una delgada línea verde sobre un fondo de color rojo púrpura. La línea verde es interrumpida por una imagen amarilla del sol que rodea al Arco de Carabobo, monumento conmemorativo de la Batalla de Carabobo ocurrida el 24 de junio de 1821.

## Simbología

### Color Vinotinto
Simboliza la sangre que derramaron los patriotas en el campo de la Batalla de Carabobo.

### Color Azul Índigo
Representa la importancia de Carabobo como estado con acceso al mar, ya que en esa jurisdicción se halla la ciudad de Puerto Cabello. El mar significa para Carabobo su universalidad.

### El Sol
El sol brillante ubicado a la derecha de la bandera viene a representar la luz que vence las sombras.

### El Arco de Carabobo
El Arco de Carabobo, representa la Batalla homónima y se yergue detrás de la imagen del sol queriendo simbolizar la independencia.

### La franja Verde
Representa la gran capacidad de producción agrícola y pecuaria del Estado Carabobo. Simboliza también la enorme potencialidad ecológica de Carabobo caracterizada en sus valles occidentales, sus campiñas y montañas.